# 皇家全國救生艇協會
皇家全國救生艇協會（Royal National Lifeboat Institution，縮寫：RNLI）是一個提供不列顛群島附近海域救生服務的慈善組織。由喬治四世提供贊助而成立於1824年3月4日，當時稱“National Institution for the Preservation of Life from Shipwreck”。1854年獲得“皇家”的稱號，并由維多利亞女王改現名。其慈善組織地位在英國和愛爾蘭共和國都有效。 其總部位於英國普爾，2004年，伊莉莎白二世為此機構的支持中心及RNLI學院剪綵。
皇家全國救生艇協會現有444艘救生艇和236個救生艇站。據2011年估計，該協會每天援救22人，2012年該協會的救生艇共出動8,321次，營救了7,912人。 2012年該協會的服務範圍擴大到180多個沙灘。 其經費來自各地市鎮議會及捐款，不過其很多員工卻是不領工資的志願者。

## 外部連結
- Official website （页面存档备份，存于）
- 中的“Lifeboat stations”
- RNLI YouTube channel （页面存档备份，存于）